# Ioulia Gritchenko
Ioulia Sergueïevna Gritchenko (en russe : Юлия Сергеевна Гриченко), née le 10 mars 1990 à Bataïsk, est une footballeuse russe. Elle évolue au poste de gardienne de but pour le Lokomotiv Moscou dans le championnat de Russie, et avec l'équipe nationale de Russie.

## Biographie

### Carrière en club
Elle joue cinq saisons en faveur du Koubanotchka Krasnodar, de 2010 à 2015. Elle est transférée au Rossiyanka avant la saison 2016.

### Carrière internationale
Elle est appelée pour faire partie de l'équipe nationale lors de l'Euro 2013 organisé en Suède ,. 
Elle participe ensuite à l'Euro 2017 qui se déroule aux Pays-Bas.   